# ژان درتی
ژان درتی (انگلیسی: Jean Deretti؛ زادهٔ ۱ مهٔ ۱۹۹۳) بازیکن فوتبال اهل برزیل است. 
از باشگاه‌هایی که در آن بازی کرده‌است می‌توان به باشگاه فوتبال فیگیرنسه، باشگاه فوتبال گرمیو، و باشگاه فوتبال دیلا گوری اشاره کرد.
وی همچنین در تیم ملی فوتبال زیر ۲۰ سال برزیل بازی کرده است.